# Levamisol
Levamisol je anthelmintikum ze skupiny derivátů imidazothiazolu. Látka byla objevena v roce 1966 farmaceutickou firmou Janssen v Belgii a primárně se používá k odčervení lidí a zvířat (koně, psi, skot, ovce, prasata a akvarijní ryby). Působí pouze proti hlísticím. Experimentálně bylo rovněž ověřeno i působení na imunitní systém člověka. Jednak byl prokázán inhibiční účinek na produkci bílých krvinek, na druhé straně se levamisol dá využít k léčbě revmatoidní artritidy. V kombinaci s jinými léky se používá také k terapii některých nádorových onemocnění. V ČR je levamisol registrován pro odčervení prasat, brojlerů kura domácího a krůt.